# Mars 7
Mars 7 (Марс 7) byla sovětská sonda k planetě Mars vyslaná roku 1973. Byla označena v katalogu COSPAR jako 1973-053A. Pokus o přistání se nezdařil.

## Cíl mise
Sověti během třech týdnů vypustili krátce po sobě čtyři sondy, všechny nasměrované na Mars. Sonda Mars 7 byla poslední z této čtveřice. Cílem bylo provést měkké přistání na povrchu planety. 

## Konstrukce sondy
Oproti sondám Mars 1 – 3 tuto vyprojektoval a postavil NPO Lavočkina. Hmotnost byla 3 260 kg. Také tato (stejná jako Mars 4 až 6) byla tříose orientovaná typu M-73S (3MP, výrobní číslo 51P), při rozevřených slunečních panelech dosahovala šíře 5,9 metru s průměrem základny 2 metry. Ve spodní části byl usazen motor a palivové nádrže. Vně sondy byla rozmístěna série antén. Sonda byla vybavena snímkovacími kamerami a řadou vědeckých přístrojů, např. několika fotometry či řadou snímacích čidel. Většina přístrojů byla určena pro práci na orbitě planety.

## Průběh letu
Odstartovala v podvečer dne 9. srpna 1973 z kosmodromu Bajkonur s pomocí rakety Proton K/D. Nejdříve se dostala na tzv. parkovací, tedy oběžnou dráhu Země, odkud po zapálení posledního stupně nosné rakety odletěla směrem k Marsu. 
Po sedmi dnech letu 16. srpna 1973 po pokynu z řídícího střediska byla provedena korekce dráhy. K Marsu dolétla po 8 měsících letu o několik dní dříve, než tam dorazila předchozí sonda Mars 6. Dne 9. března 1974 se od sondy oddělilo přistávací pouzdro, jenže kvůli poruše palubní aparatury (výrobní chyba počítače) nezapálil jeho motor. Sonda i s pouzdrem proletěla ve výšce 1 300 km nad Marsem a obě tělesa pokračovala v letu dál po heliocentrické dráze.
Tímto nezdařeným letem byl sovětský program Mars ukončen.